# Samuele Ceccarelli
Samuele Ceccarelli (* 9. Januar 2000 in Massa) ist ein italienischer Leichtathlet, der sich auf den Kurzsprint spezialisiert hat. 2023 siegte er im 60-Meter-Lauf bei den Halleneuropameisterschaften in Istanbul.

## Leben
Samuele Ceccarelli stammt aus der Stadt Massa. Sein Großvater mütterlicherseits, Gastone Giacinti, war in den 1970er Jahren Torhüter beim damaligen Serie-A-Club Foggia Calcio. Zunächst betrieb Ceccarelli sieben Jahre lang die Sportart Karate, in der er Träger des Schwarzen Gürtels ist. 2016 begann er mit der Leichtathletik, zunächst unter der Anleitung von Giuseppe Mannella. Seit Februar 2020 wird er von Marco Del Medico in der Stadt Pietrasanta trainiert, der unter anderem als Führer dem blinden Sprinter Lorenzo Ricci zu zwei Goldmedaillen bei den Paralympischen Spielen von Sydney verhalf.
Ceccarelli besuchte ein Gymnasium mit sprachlichem Profil. Seit dem Schulabschluss studiert er in Pisa, wie bereits sein Vater vor ihm, Jura. Er lebt bis heute in seiner Geburtsstadt Massa.

## Sportliche Laufbahn
Ceccarelli bestritt im Jahr 2016 seine ersten Wettkämpfe auf nationaler Ebene. Damals gewann er den 100-Meter-Lauf bei den italienischen U18-Meisterschaften. 2017 verbesserte er sich auf eine Zeit von 10,72 s und konnte erneut bei den italienischen Jugendmeisterschaften gewinnen. 2018 trat er in der nächsthöheren Altersklasse an und gewann die Bronzemedaille bei den italienischen U20-Meisterschaften. 2019 gewann er Silber bei den nationalen U20-Hallenmeisterschaften und im Sommer erneut die Bronzemedaille. Er steigerte sich auf eine Zeit von 10,58 s und nahm damit im Juli bei den U20-Europameisterschaften in Schweden teil. Dort erreichte er das Halbfinale, schied darin allerdings als Fünfter seines Laufes aus. 2020 nahm er zum ersten Mal an den italienischen Meisterschaften der Erwachsenen teil, verpasste allerdings den Einzug in das Finale. 2021 erlitt er einen Ermüdungsbruch im rechten Wadenbein, bevor ihn ein Jahr später das gleiche im linken Bein ereilte. Dennoch konnte er sich 2021 verbessern. Im Finale der italienischen Meisterschaften steigerte er sich auf 10,45 s und wurde damit Fünfter. Einen Monat später trat er bei den U23-Europameisterschaften in Tallinn an. Dort verpasste er als Vierter seines Vorlaufes allerdings den Einzug in die nächste Runde. 2023 kam er verbessert aus seiner Verletzungsserie zurück. Im 60-Meter-Lauf steigerte er sich kontinuierlich und gewann im Februar in 6,54 s seinen ersten nationalen Meistertitel, wobei er sich gegen den Olympiasieger und Hallenweltmeister, Marcell Jacobs, durchsetzte. Zum gleichen Duell kam es Anfang März bei den Halleneuropameisterschaften in Istanbul. Im Halbfinale steigerte sich Ceccarelli auf 6,47 s und konnte sich anschließend im Finale erneut gegen Jacobs und die restliche Konkurrenz durchsetzen. Später August nahm er in Budapest zum ersten Mal an den Weltmeisterschaften teil. Er kam in seinem Vorlauf über 100 Meter als Vierter ins Ziel und verpasste damit den Einzug in das Halbfinale. Ein paar Tage später bestritt er den Vorlauf mit der italienischen 4-mal-100-Meter-Staffel, wobei das Quartett den Einzug in das Finale schaffte. Ceccarelli wurde darin ersetzt, wobei die Staffel die Silbermedaille gewinnen konnte.
2023 wurde Ceccarelli italienischer Hallenmeister im 60-Meter-Lauf und italienischer Meister im Freien über 100 Meter. Bei der Team-Europameisterschaft im Rahmen der Europaspiele gewann er beim 100-Meter-Lauf mit 10,13 s in persönlicher Bestleistung die Goldmedaille und mit der Staffel die Silbermedaille. 2024 trat Ceccarelli im Frühjahr bei den Hallenweltmeisterschaften in Glasgow an. Nach Platz 4 in seinem lief, schied er bereits nach den Vorläufen aus.

## Wichtige Wettbewerbe
| Jahr                | Veranstaltung               | Ort                 | Platz               | Disziplin           | Zeit/Weite          |
| Startet für Italien | Startet für Italien         | Startet für Italien | Startet für Italien | Startet für Italien | Startet für Italien |
| ------------------- | --------------------------- | ------------------- | ------------------- | ------------------- | ------------------- |
| 2019                | U20-Europameisterschaften   | Gävle               | 5. (3. Halbfinale)  | 100 m               | 10,62 s             |
| 2021                | U23-Europameisterschaften   | Tallinn             | 4. (1. Vorlauf)     | 100 m               | 10,52 s             |
| 2023                | Halleneuropameisterschaften | Istanbul            | 1.                  | 60 m                | 6,48 s              |
| 2023                | Weltmeisterschaften         | Budapest            | 38.                 | 100 m               | 10,26 s             |
| 2024                | Hallenweltmeisterschaften   | Glasgow             | 33.                 | 60 m                | 6,77 s              |

## Persönliche Bestleistungen
Freiluft
- 100 m: 10,13 s, 2. Juni 2023, Florenz
- 200 m: 21,60 s, 6. Mai 2018, Campi Bisenzio

Halle
- 60 m: 6,47 s, 4. März 2023, Istanbul